# Niklas Mannfolk

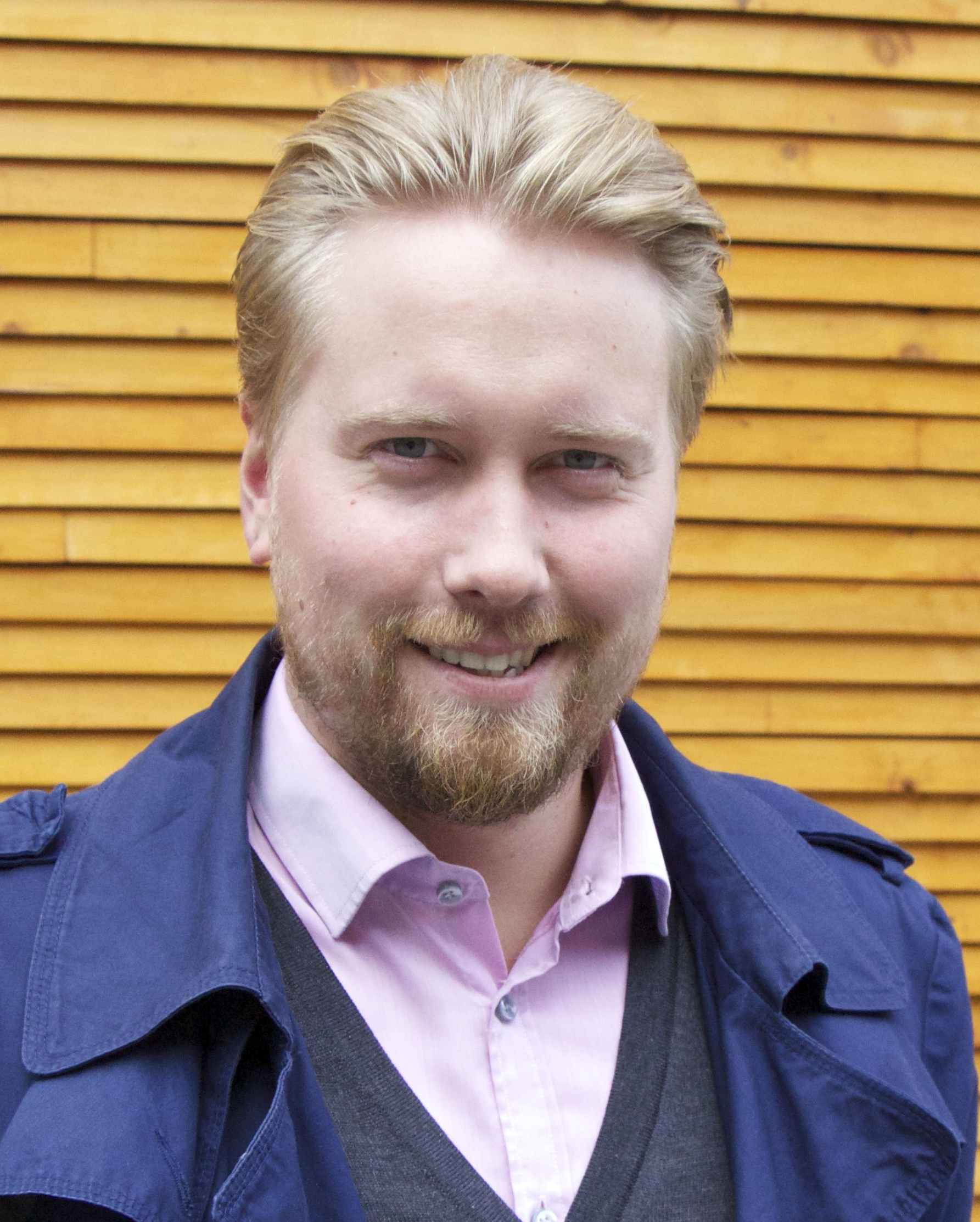
Niklas Mannfolk 2013

Niklas Jan Anders Mannfolk, född 16 maj 1984 i Valkeakoski, är en finländsk politiker och Svenska folkpartiets (SFP) vice ordförande.
Mannfolk var förbundsordförande för SFP:s ungdomsförbund Svensk Ungdom åren 2012-2014. Han valdes i maj 2012, efter att ha segrat över sin motkandidat Daniela Holm med rösterna 45–27 . Han blev omvald för en andra period i april 2013.  Före ordförandeskapet i Svensk Ungdom fungerade Mannfolk som ordförande för Turun kauppakorkeakoulun ylioppilaskunta 2008-2009, ordförande för Turun yliopiston ylioppilaskunta 2009-2011, samt i förbundsstyrelsen för Liberala Studerande LSK år 2010.
Mannfolk utexaminerades Luostarivuoren lukio på våren 2004 och gjorde sin militärtjänst 2004-2005 vid Björneborgs brigad i Säkylä samt Pansarbrigaden i Parola. Från hösten 2005 studerade Mannfolk internationell handel, logistik och företagsjuridik vid Åbo handelshögskola. Han är ekonomie magister sedan våren 2012. Åren 2008-2009 satt han som medlem i styrelsen för Åbo handelshögskola.
Åren 2010-2012 var Mannfolk medlem i gymnasie- och yrkesutbildningsnämnden för Åbo stad, samt agerade ordförande för dess svenskspråkiga sektion. Efter kommunalvalet 2012 blev han invald i Åbo stads revisionsnämnd. I riksdagsvalet 2011 samlade Mannfolk 812 röster i Egentliga Finlands valkrets, och 100 röster i kommunalvalet 2012. Efter riksdagsvalet arbetade han ett år som regionassistent för försvarsminister Stefan Wallin, men avgick efter valet till förbundsordförande för Svensk Ungdom. År 2008 gjorde Mannfolk arbetspraktik på MEP Henrik Lax byrå i Europaparlamentet.
Mannfolk var uppställd som kandidat i Europaparlamentsvalet 2014, där han samlade 2 500 röster. I Riksdagsvalet 2015 kandiderar han från Nylands valkrets.